# Holodkî, Tetiiv
Holodkî (în ucraineană Голодьки) este o comună în raionul Tetiiv, regiunea Kiev, Ucraina, formată numai din satul de reședință.

## Demografie
Componența lingvistică a comunei Holodkî
     Ucraineană (98,71%)
     Rusă (1,16%)
     Alte limbi (0,13%)
Conform recensământului din 2001, majoritatea populației comunei Holodkî era vorbitoare de ucraineană (98,71%), existând în minoritate și vorbitori de rusă (1,16%).